# Tučepi
Tučepi és un poble de Croàcia situat al comtat de Split-Dalmàcia.